# Krzyszkowice (Sainte-Croix)
Pour les articles homonymes, voir Krzyszkowice.
Krzyszkowice est une localité polonaise de la gmina de Kazimierza Wielka, située dans le powiat de Kazimierza en voïvodie de Sainte-Croix.